# Niedergasse 13 (Stolberg)

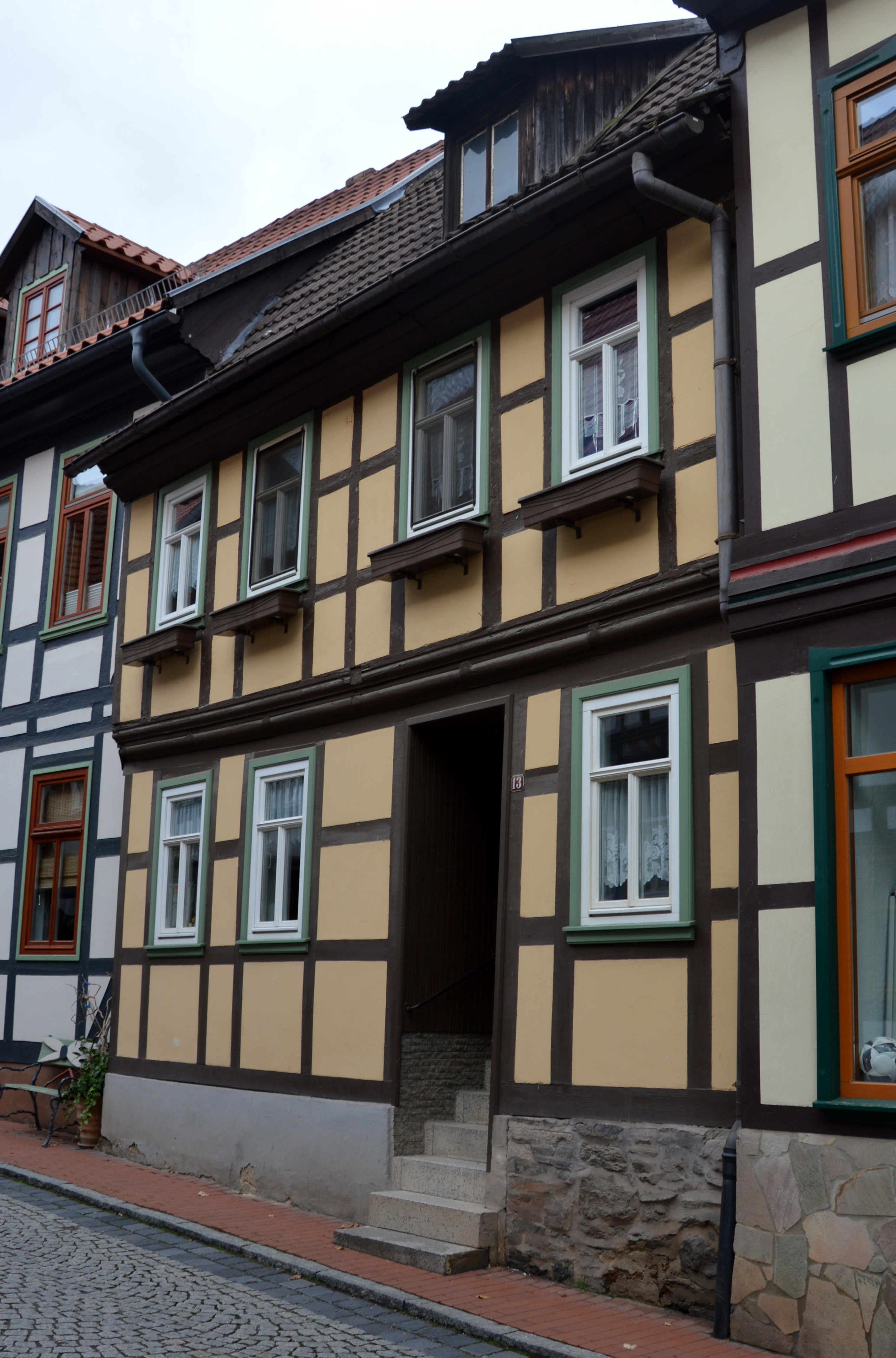
Haus Niedergasse 13

Das Haus Niedergasse 13 ist ein denkmalgeschütztes Wohnhaus in Stolberg (Harz) in der Gemeinde Südharz in Sachsen-Anhalt.

## Lage
Es befindet sich im nördlichen Teil der Niedergasse auf ihrer östlichen Seite in der Altstadt von Stolberg. Unmittelbar nördlich grenzt das gleichfalls denkmalgeschützte Haus Niedergasse 11 an.

## Architektur und Geschichte
Das schlichte gestaltete zweigeschossige Fachwerkhaus entstand in der Zeit des Barock. Die Stockschwelle ist profiliert, die Hauseingangstür ist nach innen versetzt.
Im örtlichen Denkmalverzeichnis ist das Wohnhaus seit dem 30. August 2000 unter der Erfassungsnummer 094 30283 als Baudenkmal verzeichnet. Der Wohnhaus gilt als kulturell-künstlerisch sowie städtebaulich bedeutsam.